# Nares (isola)
Nares (in inglese Naresland) è un'isola disabitata della Groenlandia.

## Geografia
Nares ha una superficie di 1466 km² ed è situata nel Parco nazionale della Groenlandia nordorientale, fuori da qualsiasi comune e raggiunge un'altezza massima di 1.067 metri s.l.m.